# Sarıyer SK
Sarıyer SK ist ein türkischer Fußballverein aus dem Istanbuler Bezirk und Landkreis Sarıyer. Der Verein spielte in den 1980er und 1990er Jahren insgesamt 13 Spielzeiten in der Süper Lig und befindet sich in deren Ewiger Tabelle auf dem 20. Platz.

## Geschichte

### Gründung
In der damaligen Istanbuler Kreisstadt und dem heutigen Istanbuler Bezirk Sarıyer wurde 1920 der Verein Sarıyer Gençler Cemiyeti gegründet. Nachdem der Verein etwa zehn Jahre in mehreren Abteilungen wie Fußball, Volleyball und Ringen vertreten war, wurde der Verein 1930 mangels Bedarf wieder geschlossen. 1932 gründete sich dann der Nachfolgeverein unter dem Namen Sarıyer Gençler Mahfili. Dieser Verein nahm bis 1938 am Spielbetrieb der regionalen Liga teil. Danach verringerte sich das Interesse wegen mangelnder Organisation der Vereinsführung.
Dieser Umstand fiel mehreren Personen in der damaligen Kreisstadt auf und so kamen mehrere Notabeln der Stadt zusammen und gründeten den Verein Sarıyer Gençlik Kulübü. Später änderte man den Vereinsnamen in Sarıyer Spor Kulübü.

### Einstieg in den Profifußball und Aufstieg in die Süper Lig
Nachdem der Verein über 20 Jahre in regionalen Amateurligen gespielt hatte, nahm er 1963 an der neu gegründeten zweithöchsten türkischen Spielklasse, der heutigen TFF 1. Lig, teil. 1964 übernahm der ehemalige Spieler Ayhan Erman, der zuvor zwölf Jahre bei Sarıyer als Spieler tätig war, das Traineramt und trainierte den Verein durchgängig 13 Jahre lang. Mit diesem Trainer spielte man sechs Spielzeiten in der TFF 1. Lig und stieg 1969 in die damals dritthöchste Spielklasse, die heutige TFF 2. Lig, ab. Bereits nach zwei Spielzeiten kehrte man in die TFF 1. Lig zurück. Erman trainierte den Verein teilweise ohne Bezahlung und baute den Verein durch gezielte Talentförderung zu einem ständigen Mitglied der 1. Lig auf. Mit kurzen Unterbrechungen trainierte Erman den Verein insgesamt 20 Jahre lang. Unter ihm stieg der Verein in der Saison 1981/82 als Meister der TFF 1. Lig zum ersten Mal in die Süper Lig auf.
Erman verließ im Laufe der ersten Süper-Lig-Saison den Verein. In der Zwischenzeit kauften sich zahlungskräftige Investoren in die Vereinsführung ein und formten den Verein in den nächsten Jahren nach Fenerbahçe, Beşiktaş und Galatasaray zu dem Viertstärksten Istanbuler Verein in der Süper Lig. Der Verein belegte mehrere Spielzeiten Tabellenplätze im oberen Drittel und beschäftigte Stars wie Cemil Turan, Rıdvan Dilmen, Erdoğan Arıca und Selçuk Yula. Nachdem der Verein zwölf Jahre durchgängig in der Süper Lig gespielt hatte, stieg er im Sommer 1994 in die TFF 1. Lig ab. Nach zwei Jahren kehrte der Verein wieder in die Süper Lig zurück. Hier verpasste man bereits in der ersten Saison den Klassenerhalt und stieg wieder in die TFF 1. Lig ab.

### Systembedingter Abstieg in die TFF 2. Lig
Da mit der Saison 2001/02 der türkische Profi-Fußball grundlegenden Änderungen unterzogen werden sollte, wurden bereits in der Spielzeit 2000/01 Vorbereitungen für diese Umstellung unternommen. Bisher bestand der Profifußball in der Türkei aus drei Ligen: Der höchsten Spielklasse, der einspurigen Türkiye 1. Futbol Ligi, der zweitklassigen fünfspurig und in zwei Etappen gespielten Türkiye 2. Futbol Ligi und der drittklassigen und achtgleisig gespielten Türkiye 3. Futbol Ligi. Zur Saison 2001/02 wurde der Profifußball auf vier Profiligen erweitert. Während die Türkiye 1. Futbol Ligi unverändert blieb, wurde die Türkiye 2. Futbol Ligi in die nun zweithöchste Spielklasse, die Türkiye 2. Futbol Ligi A Kategorisi (zu dt.: 2. Fußballliga der Kategorie A der Türkei), und die dritthöchste Spielklasse, die Türkiye 2. Futbol Ligi B Kategorisi (zu dt.: 2. Fußballliga der Kategorie B der Türkei), aufgeteilt. Die nachgeordnete Türkiye 3. Futbol Ligi wurde fortan somit die vierthöchste Spielklasse, die TFF 3. Lig. Jene Mannschaften, die in der Zweitligasaison 2000/01 lediglich einen mittleren Tabellenplatz belegten, wurden für die kommende Saison in die neugeschaffene dritthöchste türkische Spielklasse, in die 2. Lig, zugewiesen. Sarıyer, welches die Liga auf dem 6. Tabellenplatz beendet hatte, musste so systembedingt in die 2. Lig absteigen.
Seit 2005 spielt der Verein in der TFF 2. Lig.

## Erfolge
- Balkanpokal Sieger (1): 1992

## Ligazugehörigkeit
- 1. Liga: 1982–1994, 1996–1997
- 2. Liga: 1963–1969, 1971–1982, 1994–1996, 1997–2001, 2004–2005
- 3. Liga: 1969–1971, 2001–2004, seit 2005

## Rekordspieler
| Rang                | Name             | Einsätze | Zeitraum  |
| ------------------- | ---------------- | -------- | --------- |
| 01.                 | Sercan Görgülü   | 223      | 1985–1994 |
| 02.                 | Cengiz Güzeltepe | 202      | 1987–1997 |
| 03.                 | Engin Ülker      | 196      | 1982–1991 |
| 04.                 | Osman Yıldırım   | 191      | 1984–1994 |
| 05.                 | Hakan Özgerçek   | 187      | 1982–1991 |
| 06.                 | Mehmet Kaplan    | 180      | 1987–1994 |
| 06.                 | Esat Bayram      | 180      | 1988–1997 |
| 07.                 | Erdem Acar       | 162      | 1983–1988 |
| 08.                 | Yaşar Yiğit      | 150      | 1987–1993 |
| 09.                 | Feridun Alkan    | 146      | 1988–1994 |
| 10.                 | Sedat Tatlısöz   | 139      | 1982–1989 |
| Stand: 4. März 2016 |                  |          |           |

| Rang                | Name             | Tor | Einsätze | Tor/Spiel |
| ------------------- | ---------------- | --- | -------- | --------- |
| 01.                 | Sercan Görgülü   | 61  | 223      | 0,27      |
| 02.                 | Sead Čelebić     | 49  | 136      | 0,36      |
| 03.                 | Selçuk Yula      | 30  | 76       | 0,39      |
| 04.                 | Erdal Keser      | 29  | 58       | 0,5       |
| 04.                 | Erdi Demir       | 29  | 100      | 0,29      |
| 04.                 | Rıdvan Dilmen    | 29  | 119      | 0,24      |
| 05.                 | Osman Yıldırım   | 28  | 191      | 0,15      |
| 06.                 | Mecnur Çolak     | 22  | 89       | 0,25      |
| 07.                 | Wallace da Silva | 20  | 51       | 0,39      |
| 08.                 | Mustafa Yücedağ  | 19  | 69       | 0,28      |
| 09.                 | Engin Ülker      | 17  | 196      | 0,09      |
| 10.                 | Smail Spahio     | 16  | 54       | 0,3       |
| Stand: 4. März 2016 |                  |     |          |           |

## Bekannte ehemalige Spieler
| - Muzaffer Bilazer - Şenol Birol - Cemil Turan - Mecnur Çolak - Coşkun Birdal - Erdi Demir - Sezai Demircan - Erdoğan Arıca - Ayhan Erman - Göksu Türkdoğan | - Tarik Hodžić - Orhan Kaynak - Erdal Keser - Muhammed Ali Atam - Mustafa Yücedağ - Oktay Delibalta - Mustafa Pektemek - Saffet Sancaklı - Sinan Engin - Gintaras Staučė | - Yasin Sülün - Yaşar Duran - Selçuk Yula - İvan Vişnevski - Şenol Ulusavaş - Sercan Görgülü - Cem Pamiroğlu - Detlef Müller - İsmail Kartal - Erbil Uzel | - Osman Yıldırım - Mustafa Yürür - Garo Hamamcıoğlu |

## Ehemalige Trainer (Auswahl)
- Halil Özyazıcı (August 1956 – ?)[1]
- İsfendiyar Açıksöz (Oktober 1966 – ?)[2]
- İlyas Tüfekçi (Februar 1999 – Mai 1999)
- Şenol Ustaömer (Oktober 2001 – Mai 2003)
- Mehmet Birinci (November 2005 – Mai 2006)
- Hüseyin Kalpar (Juni 2006 – Mai 2007)
- Mehmet Birinci (Oktober 2012 – Mai 2013)
- Bahaddin Güneş (März 2014 – Mai 2014)

## Ehemalige Präsidenten (Auswahl)
- Selahattin Yanar (1957)[3]
- Sami Canel (1966)[4]